# Buffalo Zoo
Koordinaten: 42° 56′ 21″ N, 78° 51′ 13″ W
Der Buffalo Zoo ist der Zoo der Stadt Buffalo im US-Bundesstaat New York.  Der Zoo wurde 1875 gegründet und war ursprünglich als Hirschpark konzipiert. Zwischen 1875 und 1930 wurden viele Tiere angeschafft und der Zoo wuchs kräftig. 1931 wurde die Zoological Society of Buffalo (Buffalo Zoologische Gesellschaft) gegründet, die eng mit der City of Buffalo zusammenarbeitete und in den nächsten Jahren viele Verbesserungen am Zoo vornahm. Im Jahr 1973 wurde die operative Verantwortung für den Zoo von der Stadt Buffalo an die Zoologische Gesellschaft übergeben. Der Buffalo Zoo ist Mitglied der Association of Zoos and Aquariums (AZA).

## Tierbestand
Im Buffalo Zoo werden ca. 160 Tierarten mit rund 1300 Individuen gehalten. Auf artgerechte Haltung in geräumigen Anlagen wird großer Wert gelegt. Im Jahr 2018 wurden zwei Asiatische Elefanten an den Auburn Zoo in New Orleans abgegeben, da aus Platzgründen eine artgerechte Haltung im Buffalo Zoo nicht möglich war. Damit wurde Raum geschaffen, um die Zucht bedrohter Tierarten zu verstärken. Nachfolgende Bilder zeigen einige ausgewählte Säugetierarten.

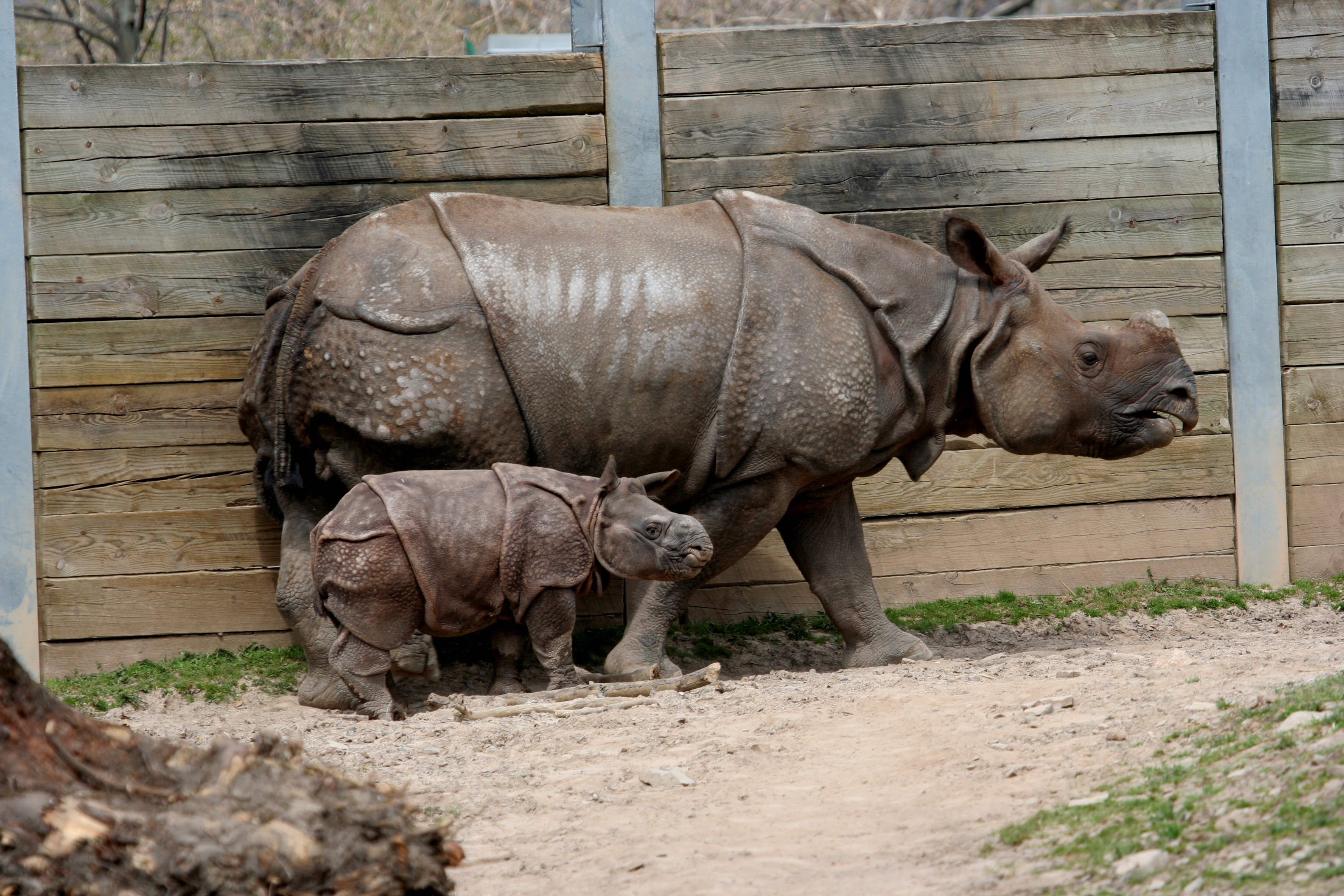
Panzernashorn mit Jungtier
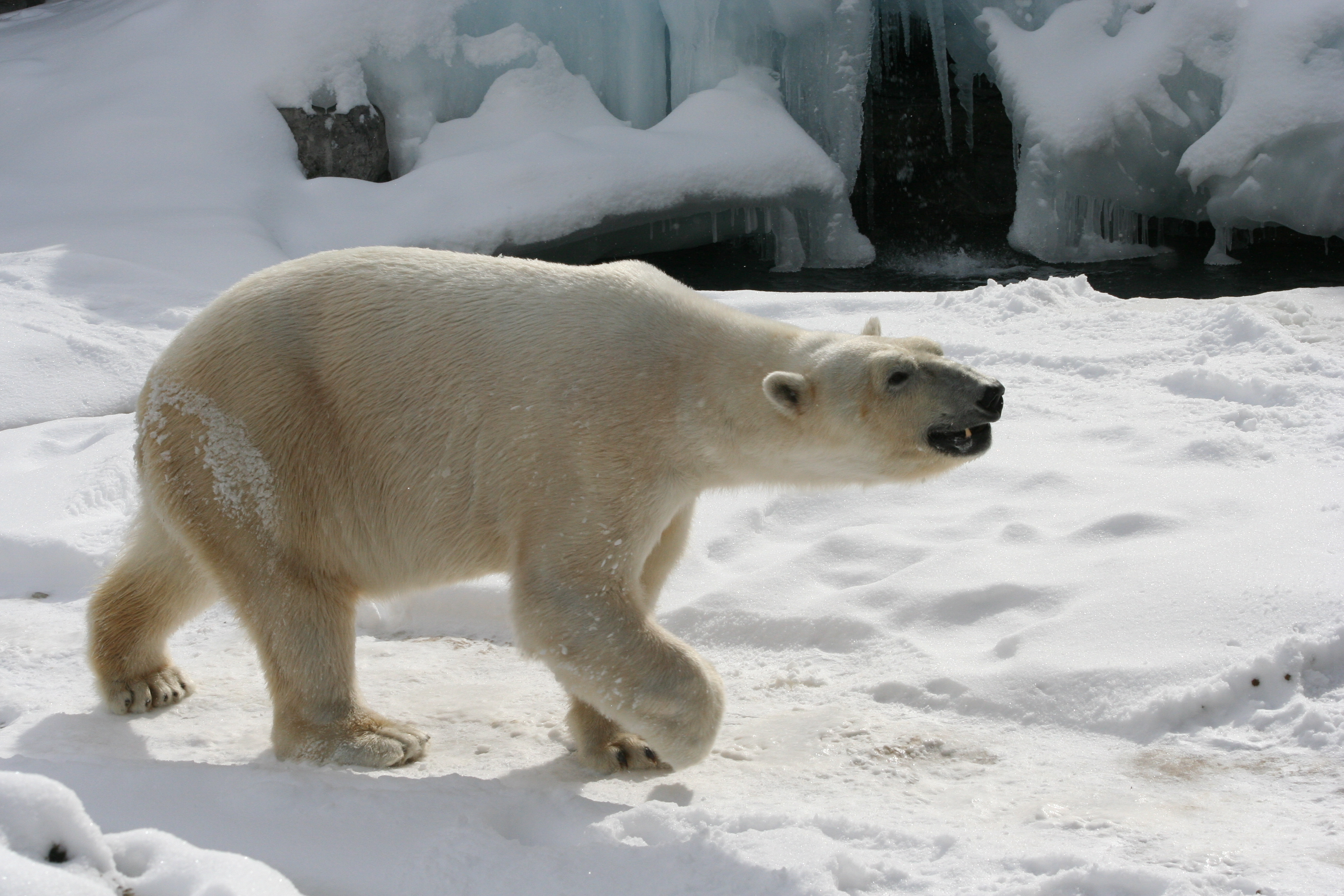
Eisbär
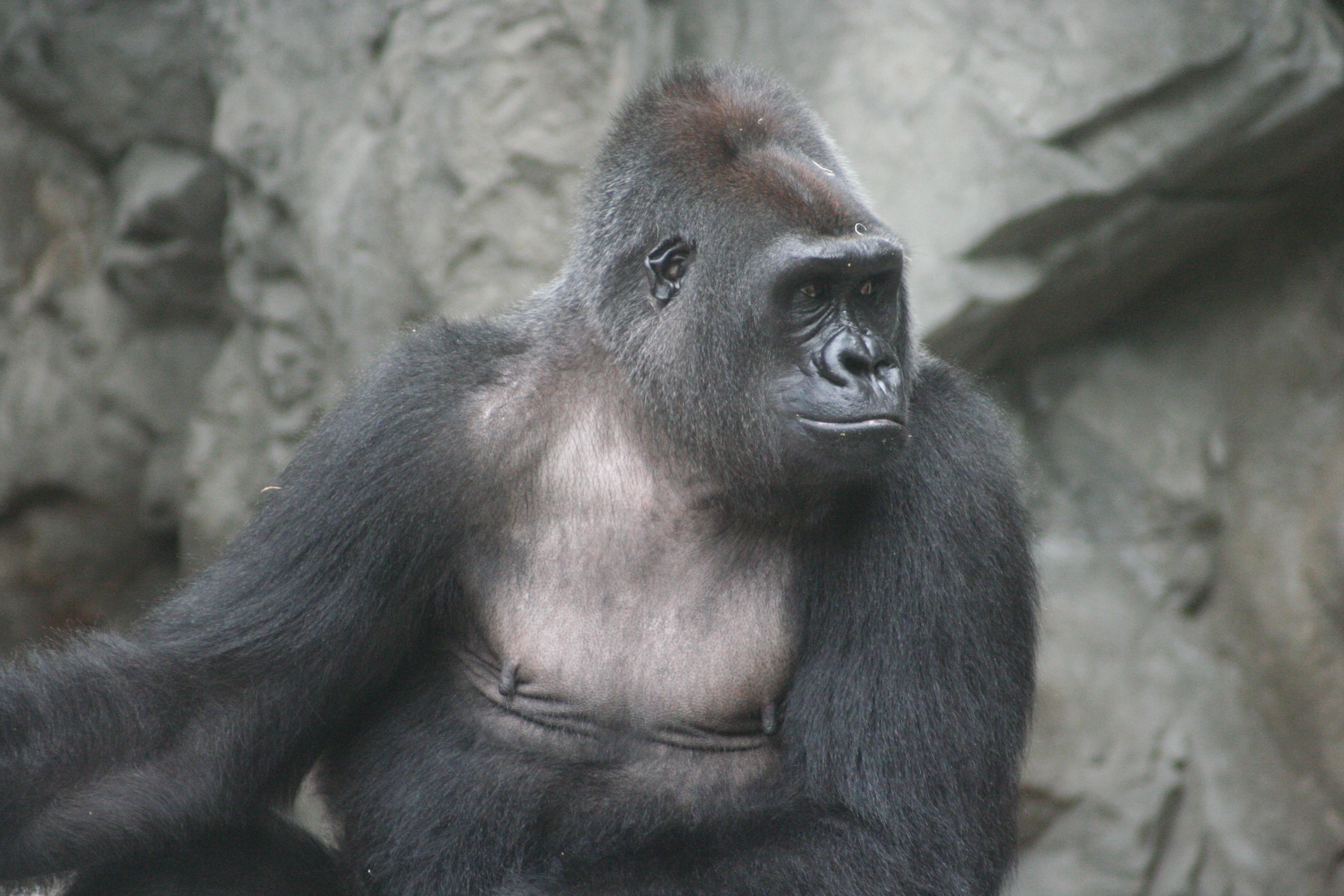
Flachlandgorilla
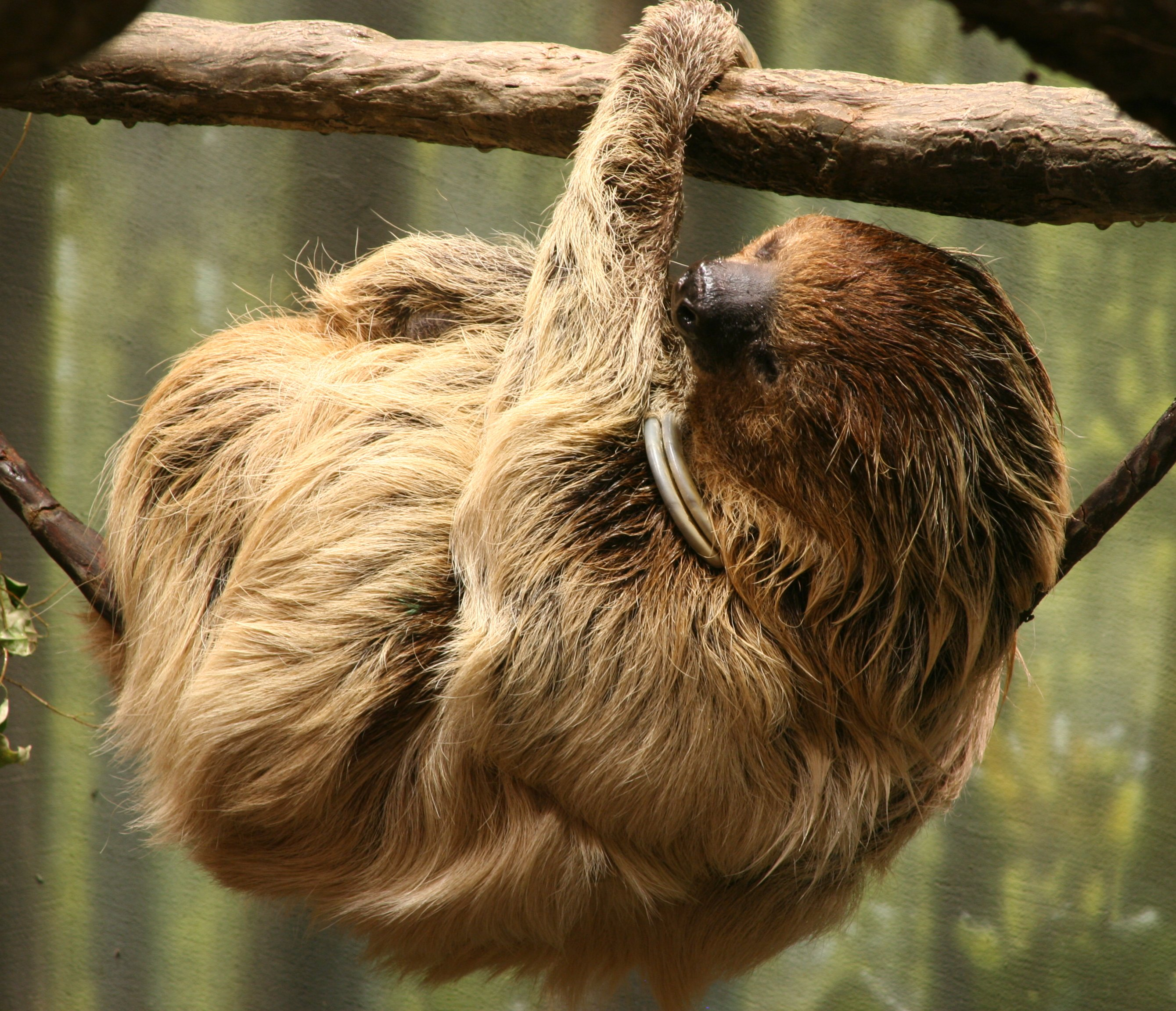
Zweizehenfaultier
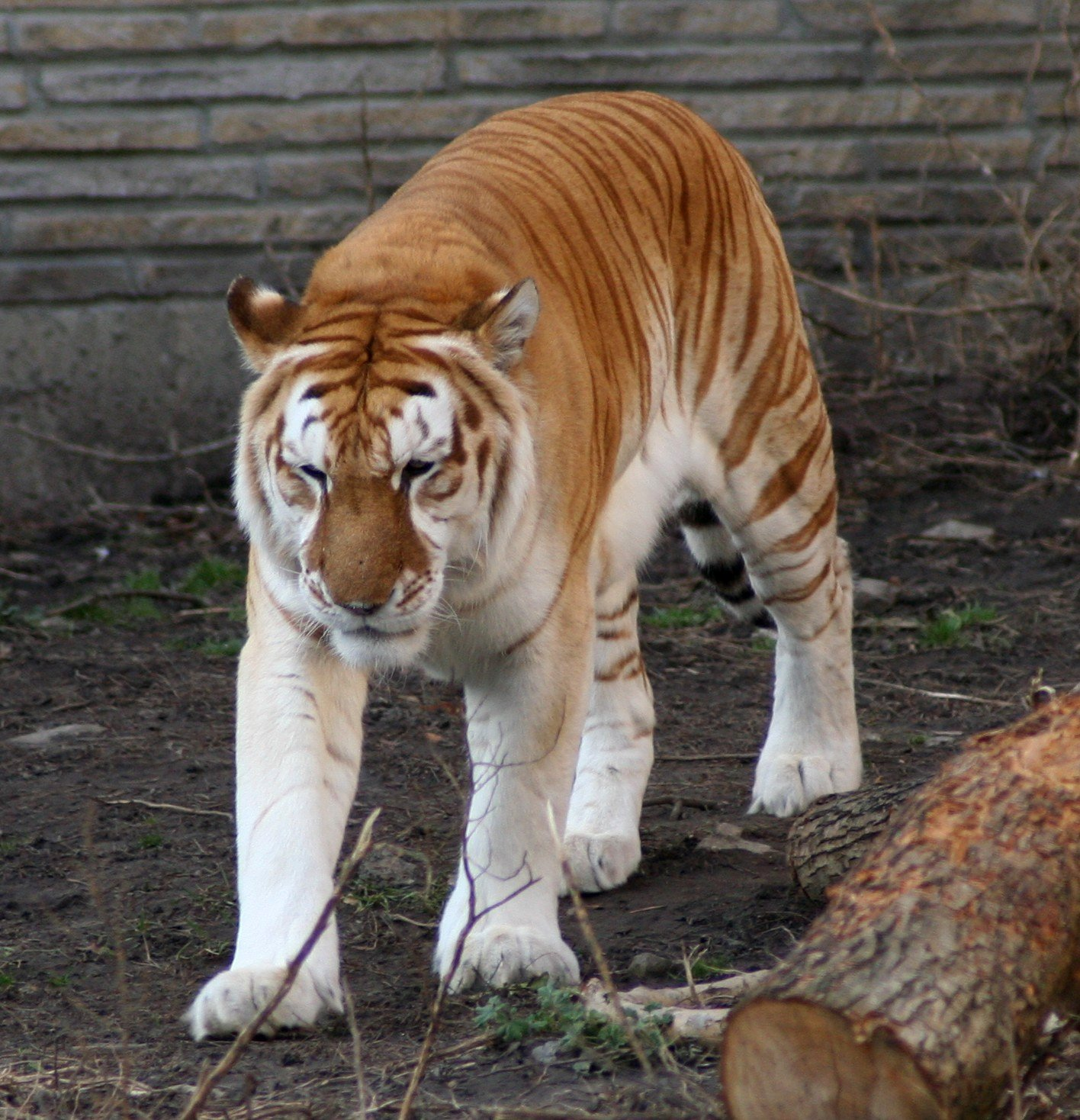
Tiger mit fehlendem Streifenpigment
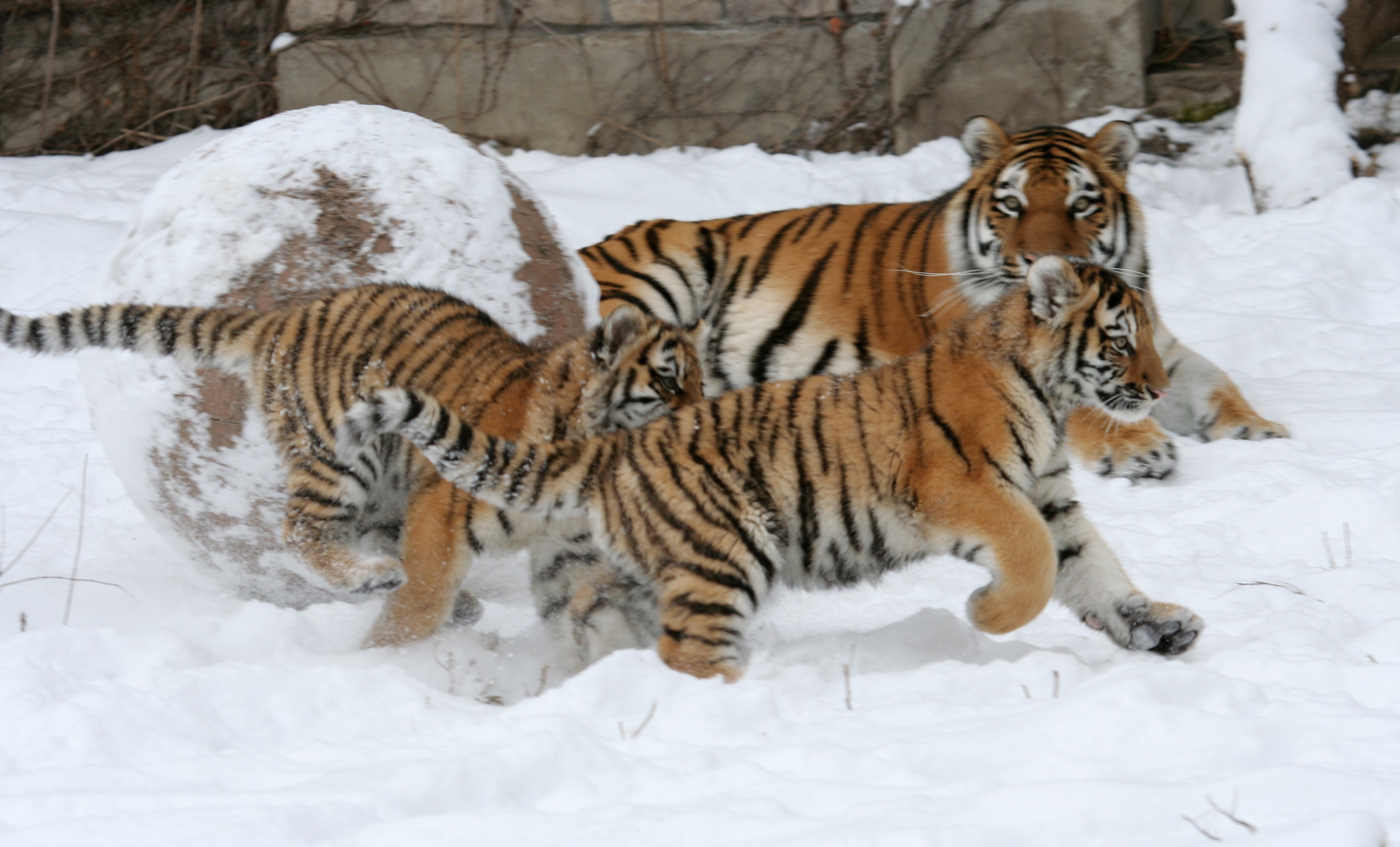
Sibirischer Tiger mit Jungen
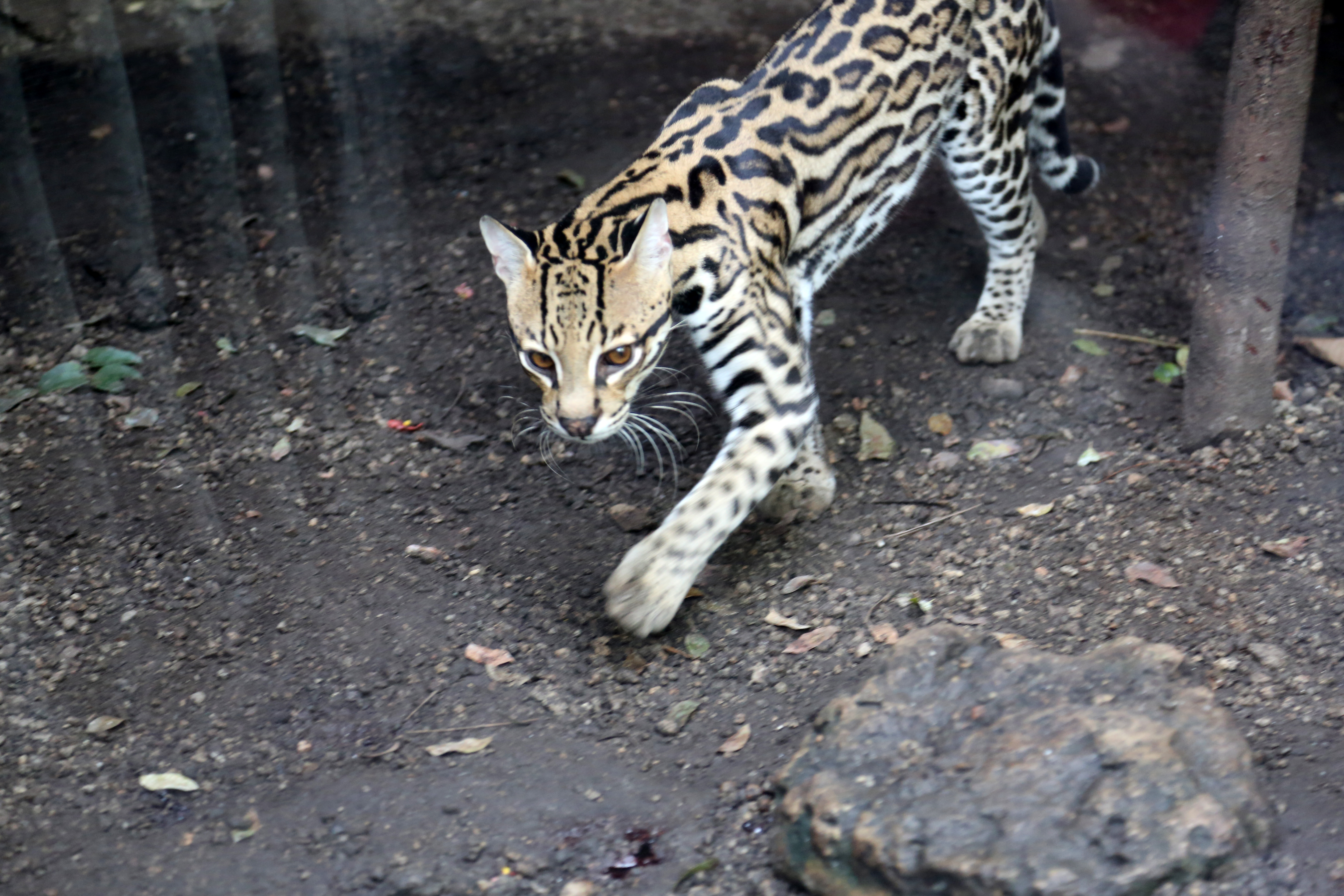
Ozelot
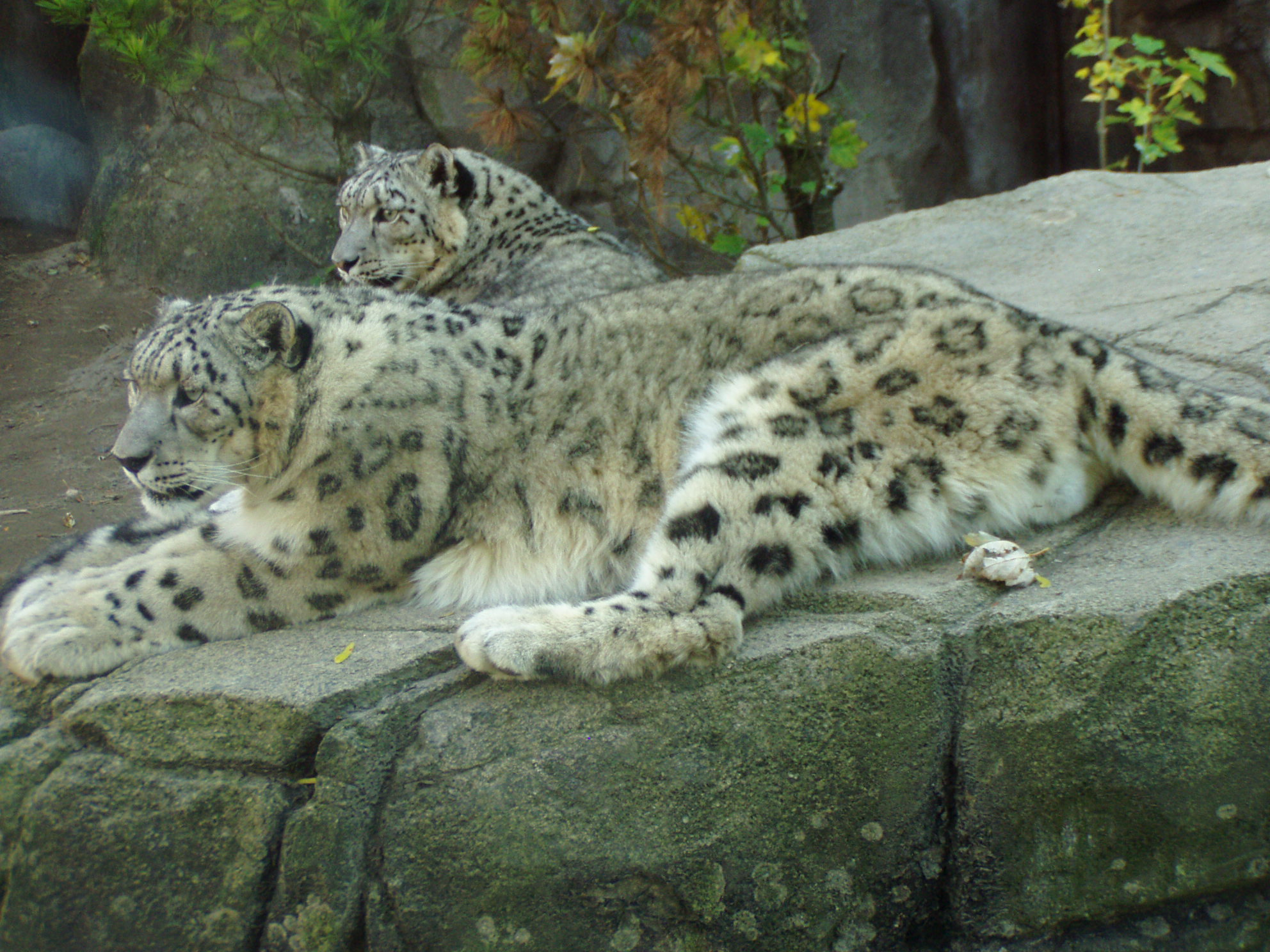
Schneeleoparden

## Anlagenkonzept
Das Konzept des Buffalo Zoos konzentriert sich darauf, Tiere in ökologischen Lebensräumen und geografisch passenden Gemeinschaften zu zeigen. Aktuelle Programme bezwecken auch,  den Besuchern ein besseres Verständnis für das Zusammenleben von Mensch und Natur zu vermitteln. Dazu ist der Zoo in Sektionen aufgeteilt, die beispielsweise Tiere im Regenwald (Rainforst Falls), in arktischen Regionen (Arctic Edge) oder in Küstengebieten (Sealions Cove) zeigen. Eine große Abteilung zeigt vom Aussterben bedrohte Tiere (Vanishing Animals). Außerdem gibt es ein Haus für Reptilien und Amphibien (Amphibia and Reptile Center) sowie eine Sektion mit Haustieren, die einem nordamerikanischen Bauernhof der 1800er Jahre nachgebildet ist (Delta Sonic Heritage Farm).